# 関鈴子
関 鈴子（せき すずこ、1936年（昭和11年）2月18日 - ）は、日本の体操選手。 

## 経歴・人物
香川県出身。1956年メルボルンオリンピックに出場した。